# Episodi di Dog with a Blog (terza stagione)
La terza stagione della serie televisiva Dog with a Blog verrà trasmessa negli Stati Uniti dal 26 settembre 2014.
In Italia la stagione inizierà dal 13 marzo 2016.
| nº | Titolo originale                 | Titolo italiano                  | Prima TV USA      | Prima TV Italia  |
| -- | -------------------------------- | -------------------------------- | ----------------- | ---------------- |
| 1  | Guess Who Gets Expelled?         | Indovina chi è stato espulso?    | 26 settembre 2014 | 13 marzo 2016    |
| 2  | Howloween 2: The Final Reckoning | Ululoween 2: la resa dei conti   | 2 ottobre 2014    | 20 marzo 2016    |
| 3  | Avery Schools Tyler              | La tutor di Tyler                | 17 ottobre 2014   | 3 aprile 2016    |
| 4  | Stan Falls In Love               | Principessa                      | 21 novembre 2014  | 10 aprile 2016   |
| 5  | Avery vs. Teacher                | Veterinario per un giorno        | 28 novembre 2014  | 17 aprile 2016   |
| 6  | Stan Steals Christmas            | Stan ruba il Natale              | 5 dicembre 2014   | 24 aprile 2016   |
| 7  | Avery Makes Over Max             | I superpoteri della moda         | 9 gennaio 2015    | 1º maggio 2016   |
| 8  | Avery Dreams of Kissing Karl     | Avery sogna di baciare Karl      | 16 gennaio 2015   | 8 maggio 2016    |
| 9  | Dog On A Catwalk                 | Cane in passerella               | 6 febbraio 2015   | 15 maggio 2016   |
| 10 | Guess Who's a Cheater?           | Indovina chi è l'imbroglione?    | 20 febbraio 2015  | 22 maggio 2016   |
| 11 | Stan's New BFF                   | Il nuovo migliore amico di Stan  | 6 marzo 2015      | 29 maggio 2016   |
| 12 | Stan Sleep Talks                 | Stan sonnambulo                  | 26 marzo 2015     | 10 giugno 2016   |
| 13 | Stan Gets Married                | Stan si sposa                    | 17 aprile 2015    | 17 giugno 2016   |
| 14 | Guess Who Becomes President?     | Indovina chi diventa presidente? | 24 aprile 2015    | 24 giugno 2016   |
| 15 | Stan Has Puppies                 | Papà Stan                        | 8 maggio 2015     | 1 luglio 2016    |
| 16 | You're Not My Sister Anymore     | La scatola dei ricordi           | 12 giugno 2015    | 8 luglio 2016    |
| 17 | The Puppies Talk                 | Cuccioli parlanti                | 19 giugno 2015    | 12 dicembre 2016 |
| 18 | Guess Who's Dating Karl          | Indovina con chi esce Karl       | 17 luglio 2015    | 21 dicembre 2016 |
| 19 | Murder of the Ornamental Dress   | Il mistero del vestito distrutto | 24 luglio 2015    | 13 dicembre 2016 |
| 20 | Stan Rescues His Princess        | L'eroe del giorno                | 7 agosto 2015     | 14 dicembre 2016 |
| 21 | Cat with a Blog                  | Sogno e realtà                   | 21 agosto 2015    | 15 dicembre 2016 |
| 22 | Avery Starts Driving             | Avery impara a guidare           | 18 settembre 2015 | 16 dicembre 2016 |
| 23 | Stan's Secret Is Out             | Il segreto svelato               | 25 settembre 2015 | 16 dicembre 2016 |

## Guess Who Get's Expelled
- Titolo: Guess Who Get's Expelled
- Diretto da: Shelley Jensen
- Scritto da: Michael B. Kaplan

## Howloween 2: The Final Reckoning
- Titolo:  Howloween 2: The Final Reckoning
- Diretto da: Shelley Jensen
- Scritto da: Jim Hope

## Avery Schools Tyler
- Titolo: Avery Schools Tyler
- Diretto da: Joel Zwick
- Scritto da: Harry Hannigan

## Stan Falls In Love
- Titolo: Stan Falls In Love
- Diretto da: Shelley Jensen
- Scritto da: Steve Jarczak & Shawn Thomas

## Avery VS Teacher
- Titolo: Avery VS Teacher
- Diretto da: Shelley Jensen
- Scritto da: Debby B. Wolfe

## Stan Steals Christmas
- Titolo: Stan Steals Christmas
- Diretto da: Shelley Jensen
- Scritto da: Amy Pittman

## Avery Makes Over Max
- Titolo: Avery Makes Over Max
- Diretto da: Shelley Jensen
- Scritto da: Jessica Kaminsky

## Avery Dreams of Kissing Karl
- Titolo: Avery Dreams of Kissing Karl
- Diretto da: Shelley Jensen
- Scritto da: Michael B. Kaplan

## Dog on a Catwalk
- Titolo: Dog on a Catwalk
- Diretto da: Shelley Jensen
- Scritto da: Jim Hope

## Guess Who's a Cheater?
- Titolo: Guess Who's a Cheater?
- Diretto da: Joel Zwick
- Scritto da: Debby Wolfe

## Stan's New BF
- Titolo: Stan's New BFF
- Diretto da: Jody Margolin Hahn
- Scritto da: Steve Zarczack & Shawn Thomas

## Stan Sleep Talks
- Titolo: Stan Sleep Talks
- Diretto da: David Kendall
- Scritto da: Harry Hannigan

## Stan Gets Married
- Titolo: Stan Gets Married
- Diretto da: Rob Schiller
- Scritto da: Jessica Kaminsky

## Guess Who Becomes President?
- Titolo: Guess Who Becomes President?
- Diretto da: Shelley Jensen
- Scritto da: Loni Steele Sothand

## Stan Has Puppies
- Titolo: Stan Has Puppies
- Diretto da: Victor Gonzalez (parte 1), Alex Zamm (parte 2)
- Scritto da: Michael B. Kaplan (parte 1), Jim Hope (parte 2)

## You're Not My Sister Anymore
- Titolo: You're Not My Sister Anymore
- Diretto da: Joel Zwick
- Scritto da: Jessica Kaminsky

## The Puppies Talk
- Titolo: The Puppies Talk
- Diretto da: Joel Zwick
- Scritto da: Steve Jarczak & Shawn Thomas